# The Waiting Game (Una Healy)
The Waiting Game è il primo album in studio da solista della cantante irlandese Una Healy, pubblicato nel febbraio 2017.

## Tracce
1. Battlelines – 3:01 (Sacha Skarbek, Una Healy)
2. The Waiting Game – 3:32 (Nick Atkinson, Edd Holloway, Healy)
3. Stay My Love (feat. Sam Palladio) – 3:17 (Amy Wadge, Healy)
4. All You Ever Need Is Love – 2:56 (Wadge, Healy)
5. S.O.S. – 3:07 (Adj Buffone, Healy)
6. Please Don't Tell Me – 3:19 (Jack McManus, Healy)
7. Staring at the Moon – 3:16 (Atkinson, Halloway, Rachel Furner, Healy)
8. Alarm Bells – 3:20 (Joe Corcoran, Emm Gryner, Healy)
9. Craving You – 3:57 (Wadge, Healy)
10. Out the Door – 3:14 (Buffone, Healy)
11. Grow Up Not Old – 3:36 (Ben Earle, Furner, Healy)
12. Angel Like You – 3:50 (Fiona Bevan, Jez Ashurst, Healy)

## Formazione
- Una Healy - voce
- Mark Read - cori, piano
- Sara Eker - cori
- Adam Phillips - chitarra
- Jeremy Meehan - basso
- Ian Thomas - batteria, basso
- Matt Furmidge - percussioni
- Dom Liu - percussioni